# Abralia similis
Abralia similis är en bläckfiskart som beskrevs av Takashi A. Okutani och Tsuchiya 1987. Abralia similis ingår i släktet Abralia och familjen Enoploteuthidae. Inga underarter finns listade i Catalogue of Life.